# Жан-Мишел Шарлије
Жан-Мишел Шарлије (фр. Jean-Michel Charlier; Лијеж, Белгија, 30. октобар 1924 — Сен Клод, Француска, 10. јул 1989) је био белгијски стрип сценариста, један од твораца европског реалистичног стрипа. У сарадњи са цртачем Жаном Жироом створио је своје вероватно најпознатије дело, вестерн-серијал о поручнику Мајку Блуберију под називом Поручник Блубери (или Авантуре поручника Блуберија) (фр. Blueberry). Уз сценарије за стрипове, Шарлије је писао и сценарије за ТВ-серије, саоснивач је и угледног европског стрип-часопис Пилот (фр. Pilote), а један период живота био је и пилот Сабене, белгијске авио-компаније.

## Познатији стрипови
- Поручник Блубери (Авантуре поручника Блуберија) (Blueberry, цртач: Жан Жиро, Колин Вилсон) - вестерн
- Бак Дани (Buck Danny, цртачи: Виктор Ибенон и Франси Бержез) - ратни-авантуристички
- Танги и Лавердир (Tanguy et Laverdure, цртачи: Албер Удерцо, Жиже, Патрис Сер, Иван Фернандез, Ал Кутлис) - авантуристички
- Риђобради (Barbe-Rouge, цртачи: Виктор Ибенон, Жиже, Лор, Гати и Патрис Пелрен]) - авантуристички